# Петър Чолаков
 Тази статия е за революционера.  За финансиста вижте Петър Чолаков (финансист).  
Петър Панайотов Чолаков е български революционер, деец на Вътрешната македоно-одринска революционна организация.

## Биография
Петър Чолаков е роден на 15 април 1879 година в град Ямбол, тогава в Източна Румелия. По професия е хотелиер, а от пролетта на 1903 година е пограничен пунктов началник на ВМОРО в района на Ямбол, Къзъл Агач и Кавакли. Участва на конгреса на Петрова нива, на който е избран за подвойвода на Кръстьо Българията. Командва нападението над одринското село Хаджиталашман, след което влиза в четата на Иван Варналиев и се сражава с турски аскер край малкотърновското село Граматиково.
Умира на 13 април 1935 година в Ямбол.